# ترور شخصیت‌های هسته‌ای ایران

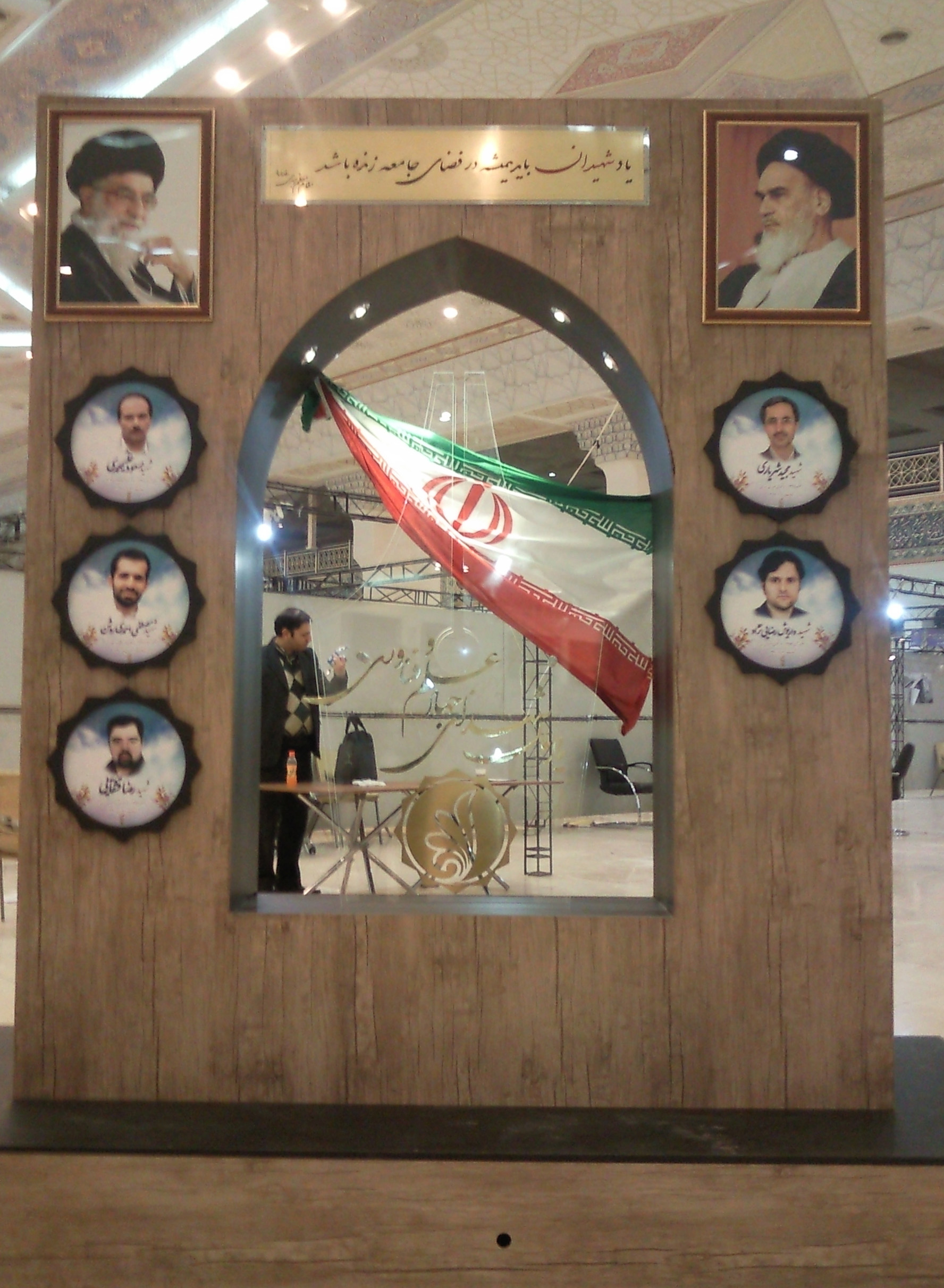
یادمان کشته‌شدگان منسوب به برنامهٔ هسته‌ای ایران

ترور شخصیت‌های هسته‌ای ایران به یک سلسله از ترورهای هدفمند علیه دانشمندان هسته‌ای ایران گفته می‌شود. طی این عملیات اردشیر حسین‌پور، مجید شهریاری، مصطفی احمدی روشن، مسعود علی محمدی، داریوش رضایی‌نژاد و محسن فخری‌زاده کشته شدند، اما فریدون عباسی از سوءقصد جان سالم بدر برد. ولی در نهایت در ۲۳ خرداد ۱۴۰۴ طی حمله اسرائیل به ایران او به همراه محمدمهدی طهرانچی، عبدالحمید مینوچهر، احمدرضا ذوالفقاری، سید امیرحسین فقهی و اکبر مطلبی‌زاده ترور شدند. عده‌ای از همراهان این افراد نیز کشته یا مجروح شدند.
وزارت اطلاعات ایران در سال ۱۳۹۱ اعلام کرد که یک تیم گسترده تروریستی زیر نظر آمریکا، انگلیس و اسرائیل که مسئول این ترورها بوده‌اند را در پی یکسری عملیات پیچیده اطلاعاتی شناسایی و دستگیر کردند. ۱۲ نفر از دستگیرشدگان نیز در مستند تلویزیونی به ترورها زیر نظر اسرائیل اعتراف اجباری کردند. در سال ۱۳۹۸ مشخص شد که دستگیرشدگان ربطی به ترورها نداشته‌اند، بلکه زیر شکنجه مجبور به پذیرش اعتراف شده‌اند و به جز مجید جمالی فشی که اعدام شد، بقیه آزاد شدند. به گفته شبکه ان‌بی‌سی دو مقام رسمی عالی‌رتبه دولت باراک اوباما تأیید کرده‌اند که سازمان مجاهدین خلق ایران تحت حمایت اسرائیل این ترورها را انجام داده است و آمریکا از این ترورها آگاه بوده ولی دخالتی در آن نداشته است. در ایران، یک دهه پس از ترورها و پس از فاش شدن اعتراف‌گیری از افراد بی‌گناه، سکوت مقامات دولت دهم و حیدر مصلحی در این زمینه همچنان ادامه پیدا کرد. از سوی دیگر، مشخص نیست که متهمان اصلی ترورها چه کسانی بودند.

## ترورهای ۸ آذر ۱۳۸۹
اقدام به ترور دو دانشمند هسته‌ای دانشگاه شهید بهشتی در تهران در ۸ آذر ۱۳۸۹ باعث کشته شدن یکی از این استادان شد. این انفجارها که برای ترور مجید شهریاری و فریدون عباسی دو تن از استادان فیزیک دانشگاه شهید بهشتی انجام شد منجر به کشته شدن مجید شهریاری و مجروح شدن دو نفر از همراهان وی گردید.

### نحوه بمب‌گذاری
این دو حادثه در بلوار ارتش و میدان دانشگاه شهید بهشتی در ولنجک روی داد. به گفته رسانه‌ها افراد موتور سوار با چسباندن یک وسیله انفجاری به خودروی پژو ۴۰۵ مجید شهریاری او را به قتل رساندند. به گفته شاهدان عینی دو دستگاه موتورسیکلت با نزدیک شدن به خودروی یکی از استادان دانشگاه بمبی را به سمت خودرو او پرتاب نموده و سپس از محل حادثه گریخته است. انفجار دوم نیز با نحوه مشابهی بر روی خودروی پژو ۲۰۶ فریدون عباسی روی داد که او از این انفجار جان سالم به در برد.

### واکنش‌ها
مقام‌ها و رسانه‌های دولتی ایرانی؛ آمریکا، اسرائیل، ام‌آی۶، ناتو، گروه ۵+۱، اتحادیه اروپا، معترضان به انتخابات سال ۱۳۸۸ را به ارتباط مستقیم و غیرمستقیم با این انفجارها متهم کردند.

### تکذیب انفجار سوم
وبگاه جوان آنلاین از انفجار سوم در شهرک محلاتی خبر داد؛ اما این خبر توسط فرمانده انتظامی تهران بزرگ تکذیب شد.

## عاملین ترورها
مقامات رسمی آمریکایی تأیید کرده‌اند که سازمان مجاهدین خلق ایران تحت حمایت اسرائیل این ترورها را انجام داده است. چند منبع اروپایی به دست داشتن موساد در این ترورها اشاره کرده‌اند. از جمله روزنامه انگلیسی زبان ایندیپندنت در مقاله‌ای تحت عنوان «کشنده‌ترین ترور کنندگان جهان» از موساد با نام «ماشین قاتل بی‌رحم اسرائیل» نام برده است و با برشمردن ترورها گفته است که «در همه این ترورها امضای سرویس مخفی اسرائیل دیده می‌شود». به دنبال ترور مصطفی احمدی روشن سخنگوی ارتش اسرائیل در این باره گفت: «ما برای این قتل اشکی نمی‌ریزیم». به نوشته اورشلیم پست، فرمانده ارتش اسرائیل، روز قبل از این حمله گفته بود، سال ۲۰۱۲ سالی بحرانی برای ایران خواهد بود و اتفاقاتی غیرطبیعی برای این کشور رخ خواهد داد. مجله اشپیگل به نقل از یک مقام اطلاعاتی اسرائیل ترور داریوش رضایی‌نژاد را اولین اقدام جدی رئیس جدید موساد تامیر پاردو اعلام کرد.
در ابتدا مجید جمالی فشی بازداشت شد. روزنامه تایمز لندن در گزارشی نوشت که اسناد ویکی لیکس باعث شده است که ایران جمالی فشی را دستگیر نماید. در گزارش این روزنامه آمده است که یک قهرمان ورزش‌های زرمی به دیپلمات آمریکایی اظهار کرده است که حکومت ایران مربیان ورزش‌های رزمی را مجبور می‌کند که به نفرات سپاه پاسداران و بسیج آموزش داده و حتی در سرکوب اعتراضات مخالفان مشارکت کنند. ویکی‌لیکس توضیح داده است که در سند منتشر شده هیچ اشاره‌ای به اسرائیل نشده است.
پس از اعترافات تلویزیونی جمالی فشی، مجله تایم نوشت: «وزارت اطلاعات ایران، تیمی را که توسط موساد مجهز شده و آموزش داده شده نابود کرده است. مقامات اطلاعاتی غربی، تأیید نمودند که جزئیات اعتراف مجید جمالی فشی در مورد ترور واقع شده در ژانویه ۲۰۱۰ که توسط موتور سیکلت بر روی دانشمند هسته‌ای ایران، مسعود علی محمدی انجام شد، صحیح بوده است. مقامات اطلاعاتی غربی کشور ثالثی را عامل لو دادن این تیم اعلام کردند».
شبکه ان‌بی‌سی از ترور ۴ دانشمند هسته‌ای از سال ۲۰۰۷ نام برد و به نقل از یک مقام آمریکایی، بدون فاش کردن هویت او، نوشت که حملات علیه دست‌اندرکاران برنامه اتمی ایران توسط اعضای سازمان مجاهدین خلق و با حمایت مالی، آموزشی و تسلیحاتی سرویس اطلاعاتی اسرائیل انجام شده است. مقام آمریکایی مذکور به ان‌بی‌سی گفته است که دولت آمریکا از عملیات ترور مطلع است، اما نقشی در آن ندارد. ژیار گل گزارشگر بی‌بی‌سی فارسی در مرداد ۱۳۹۸ گزارش کرد، مازیار ابراهیمی، یکی از بازداشت شدگان پرونده ترور دانشمندان هسته‌ای شکنجه و فشار وزارت اطلاعات برای اعترافات ساختگی و پرونده‌سازی دستگاه قضائیه علیه خود افشا کرد و گفت مسعود مولوی از مأمورین سابق سازمان اطلاعات سپاه چندی پیش از آنکه در ترکیه به قتل برسد، عکسهایی از خودش را برای مازیار فرستاده و به او گفته بود که تیمی از داخل وزارت اطلاعات پشت ترور دانشمندان هسته‌ای بوده‌اند. اثبات درستی ادعاهای مولوی مشکل است و مشخص نیست او خواسته از همکاران پیشینش انتقام بگیرد یا اسنادی برای اثبات ادعاهایش داشته است. او چندی بعدی از این تماس، در شامگاه ۲۳ آبان ماه ۱۳۹۸، در یکی از خیابان‌های استانبول با ۱۱ گلوله به قتل رسید.
رونن برگمن در کتاب برخیز و اول او را بکش می‌نویسد پس از آنکه آریل شارون داگان را به عنوان ریاست موساد منتصب کرد او را مسوول برهم زدن برنامه هسته‌ای ایران قرارداد، چرا که از دید هر دوی آنها یک تهدید علیه اسرائیل محسوب می‌شد. داگان برای به انجام رساندن این مهم به شیوه‌های مختلفی دست زد. دشوارترین و البته کاراترین آنها به اعتقاد داگان شناسایی دانشمندان کلیدی در صنعت موشکی و هسته‌ای و سپس کشتن آنها بود. موساد پانزده تن از این افراد را شناسایی کرد و از بین آنها شش تا را حذف نمود. عملیات حذف بیشتر اوقات در هنگام صبح که در راه رفتن به سر کار بودند بوسیله بمبهای سریع‌الانفجاری که توسط یک موتور سیکلت‌سوار به خودروی آنها می‌چسبیدند انجام می‌شد. این عملیاتها و بسیاری دیگر که توسط موساد کلید زده شده و در بعضی اوقات با همکاری ایالات متحده انجام می‌شدند همگی موفقیت‌آمیز بودند.

## ادعای دستگیری برخی متهمان
این اعترافات پس از یک ماه تا چهل روز شدیدترین شکنجه‌ها بود. پس از ده ضربه کابل به کف پایم، پام شکست. در این مدت حدود ۶۰۰ ضربه کابل رو پای شکسته تحمل کردم. هفت ماه دست بند به دست در سلول انفرادی گلوله شدم. برای رهایی از شکنجه حاضر بودم هر اتهامی آقایان می‌گفتند قبول کنم.— مازیار ابراهیمی، بی‌بی‌سی فارسی
وزارت اطلاعات ایران در چند دوره بیان داشته که برخی مجرمان قتل دانشمندان هسته را دستگیر کرده است و گاهی هم مصاحبه‌هایی از آنان در تلویزیون ایران پخش شده است. چنان‌که شخصی به نام مجید جمالی فشی با همین اتهام، اعدام شده است. هرچند بعدها این ادعاها مورد تردید قرار گرفت. به‌طور مثال پس از اعدام مجید جمالی فشی، در برنامه خبر ۲۰:۳۰ تلویزیون جمهوری اسلامی تصویر یک پاسپورت اسرائیلی با عکس مجید جمالی فشی نشان داده شد. به نوشته فرشته قاضی پاسپورت نشان داده شده در صداوسیما فتوشاپ شده تصویر پاسپورتی است که در سایت ویکی‌پدیا به راحتی قابل دسترس است و فتوشاپ کاران حتی به خود زحمت جابجایی جای مهرها را هم نداده‌اند. به غیر از جای مهرها، تاریخ صدور، انقضا و ماه و سال تولد پاسپورت جمالی فشی که در صدا و سیما نشان داده شد نیز با نمونه پاسپورت اسراییلی موجود در ویکی‌پدیا یکسان است.
بر طبق گزارش نشریه تایمز پاسپورت اسرائیلی منتسب به مجید جمالی فشی چند اشکال فنی داشته و نشان می‌دهد که جعل پاسپورت توسط افراد مبتدی صورت گرفته است. اشکال اول این پاسپورت عکس آن است که در آن مجید جمالی فشی به نقطه‌ای خارج از کادر دوربین نگاه می‌کند و چنین عکسی هرگز برای صدور پاسپورت مورد قبول واقع نمی‌شود. از طرف دیگر تاریخ صدور پاسپورت مورد اشاره نوامبر سال ۲۰۰۳ میلادی است یعنی زمانی که مجید جمالی فشی تنها پانزده سال داشت اما عکس غیرشفاف مجید جمالی فشی در این پاسپورت جعلی نسبتاً جدید به نظر می‌رسد و عکس یک کودک پانزده ساله نیست.
خبرگزاری پرس تی‌وی اعلام کرد که نیروهای اطلاعاتی ایران موفق شده‌اند چند تن از مشارکت کنندگان در این ترورها را شناسایی و دستگیر کنند و افراد دستگیر شده از اعضای سازمان‌های جاسوسی اسرائیل، آمریکا و بریتانیا بوده‌اند.
در یکی از این مستندهای تلویزیون دولتی ایران به نام «کلوب ترور» در سال ۱۳۹۱، مازیار ابراهیمی و چندی دیگر بازداشت شدگان، از جمله مجید جمالی فشی، اقرار می‌کنند که از متهمان ترور دانشمندان هسته‌ای بوده است و برای آموزش به اسرائیل رفته‌اند. همچنین مازیار ابراهیمی اعتراف کرد که مسئول تیم ترور مجید شهریاری، یکی از دانشمندان اتمی، بوده و در ترور مسعود علیمحمدی، دانشمند اتمی، نقش داشته است. بنا به گفته وزارت اطلاعات، صدا و سیما و برخی رسانه‌ها، اعضای این تیم گسترده تروریستی در پی یکسری عملیات پیچیده اطلاعاتی در چنگ قانون گرفتار شدند و مشخص می‌شود این تیم عملیات‌های متعدد دیگری را در دستور کار داشتند که با این ضربه مهلک تمامی نقشه‌های این «مثلث سیاه»، یعنی آمریکا، انگلیس و اسرائیل، خنثی شد. حیدر مصلحی، وزیر اطلاعات وقت، ادعا کرد این افراد به صورت مستقیم زیر نظر و با حمایت‌های آمریکا، انگلیس و اسرائیل فعالیت می‌کردند.
نام کسانی که در مستند از اعضای دیگر کلوپ ترور مطرح شد این‌ها بود:
- بهزاد عبدلی
- فیروزه یگانه
- مریم زرگر
- رامتین مهدوی موسایی
- آرش خردکیش
- مریم ایزدی
- فؤاد فرامرزی
- نشمین زارع
- مازیار ابراهیمی[۳۸]
- ایوب مسلم
- تارا باقری[۳۹]

## اثبات بی‌گناهی و آزادی افراد دستگیرشده
با وجود اینکه دستگیرشدگان این ترورها در مستند «کلوپ ترور» که از تلویزیون دولتی ایران پخش شد به ترورها اعتراف کرده بودند نخستین بار در شهریور ۱۳۹۳ ایرج مصداقی از آزادی تعداد از این متهمین خبر داد و گفت این افراد پس از ریاست‌جمهوری روحانی دیدارهایی با خانواده‌هایشان داشته‌اند و آزاد شدنشان از بهمن ۱۳۹۲ شروع شده و آخرین نفراتشان (آرش خردکیش، بهزاد عبدلی و مازیار ابراهیمی) مرداد ۱۳۹۳ آزاد شده‌اند. او پیش از این هم از مدعی شده بود که این دستگیرشدگان بی‌گناه هستند. در سال ۱۳۹۵ نیز، شاهین دادخواه، مشاور شورای عالی امنیت ملی در دولت خاتمی، نیز ادعای نهادهای امنیتی جمهوری اسلامی مبنی بر دستگیری عاملان ترورها را رد کرد. او تأکید کرد که «هیچ‌یک از قاتلان شهدای هسته‌ای دستگیر نشدند. افرادی هم که به عنوان جاسوس اسرائیل زندانی بودند و ما آنها را می‌دیدیم، آدم‌های بدبختی بودند؛ ولی وزارت اطلاعات برای این که بعضی از مسائلش را توجیه کند، پروژه‌ای را استارت زد به نام جاسوس سازی، که هر کسی کوچک‌ترین اشتباهی کرده بود به عنوان جاسوس اسرائیل یا آمریکا دستگیر کرد. هیچ‌یک از افرادی که در ترور شهدای هسته‌ای دست داشتند دستگیر نشدند.» تلویزیون بی‌بی‌سی فارسی هم در مرداد ۱۳۹۸ در برنامه‌ای با مازیار ابراهیمی در آلمان مصاحبه کرد. ابراهیمی پیش از در تلویزیون ایران اعتراف کرده بود که برای آموزش به اسرائیل رفته و مسئول تیم ترور مجید شهریاری بوده و در ترور مسعود علی‌محمدی نقش داشته است. در این مدت، پرونده قضائی آنها زیر نظر قاضی ابوالقاسم صلواتی بوده است.
سخنان مازیار ابراهیمی دربارهٔ زمان آزادی او ۱۱ نفر دیگر مستند «کلوپ ترور» مشابه ادعای ایرج مصداقی در سال ۱۳۹۳ است. ابراهیمی گفت بعد از انفجار انبار مهمات سپاه بازجویان وزارت اطلاعات از او خواستند به مشارکت در این انفجار هم اعتراف کند. اما مأموران اطلاعات سپاه به اعترافات متهمان مشکوک شده و به ساختگی بودن اتهامات پی می‌برند و پس از مدتی، افراد دستگیر شده، بی گناه اعلام شده و آزاد می‌شوند. بی‌بی‌سی فارسی ادعا می‌کند که آن‌ها در نتیجه رقابت سازمان اطلاعات سپاه و وزارت اطلاعات آزاد شده‌اند. در تصویر نامه‌ای که مازیار ابراهیمی در حساب توییتری خود منتشر کرده است بازپرس پرونده ذکر می‌کند که دلیلی جهت اثبات اتهام جاسوسی بدست نیامده است و بنابراین با سپردن وثیقه آزاد است.
پس از پخش گزارش بی‌بی‌سی پیرامون اظهارات برخی بازداشت شدگان پرونده نظیر مازیار ابراهیمی — که تحت فشار و شکنجه وزارت اطلاعات مجبور به اعتراف ساختگی شده بودند — برخی از نمایندگان مجلس ایران خواستار توضیح دربارهٔ چگونگی اعتراف‌گیری از متهمان و مجازات عوامل ساخت و پخش مستند کلوپ ترور شدند. محمود صادقی، نماینده مجلس ایران، در واکنش به پخش این برنامه بی‌بی‌سی در حساب توییتر خود نوشت مسئولان مربوط باید پاسخگو باشند و وعده داد از وزارت اطلاعات تحقیق و تفحص می‌کند. وزارت اطلاعات توضیح روشنی در خصوص این پرونده ارائه نکرد اما دولت ایران تأیید کرد که تمام متهمان پرونده‌ای که وزارت اطلاعات پیش برده بود بیگناه بودند. مازیار ابراهیمی می‌گوید پس از روشن شدن ساختگی بودن اعترافات، نماینده دفتر رهبر ایران در وزارت اطلاعات گفت که «به لطف شما و آقا امام زمان یک توطئه دولتی خنثی شد».

## ترور محسن فخری‌زاده
اسرائیل همچنین به ترور محسن فخری‌زاده متهم شده است. یک مقام رسمی ارشد اسرائیل که سالها مشغول ردگیری محسن فخری‌زاده بود چند روز بعد از ترور فخری زاده در مصاحبه‌ای با نیویورک تایمز اعلام نمود جهان باید از اسرائیل به خاطر کشتن فخری‌زاده تشکر کند. وزیر انرژی اسرائیل یووال استاینیتز در پی این ترور اعلام داشت ترور فخری زاده برای جهان مثبت است. نتانیاهو نخست‌وزیر اسرائیل پس از ترور محسن فخری‌زاده مقام وزارت دفاع ایران در پیام ویدیویی گفت: «طی هفتهٔ اخیر کارهایی انجام دادم که نمی‌خواهم شما را از همه آن‌ها مطلع کنم. این برای شماست، شهروندان اسرائیل، برای کشورمان، این هفته دستاوردها بود، و بیشتر هم خواهد شد».

## در رسانه‌ها

### فیلم سینمایی بادیگارد
فیلم بادیگارد ساخته ابراهیم حاتمی‌کیا در سال ۱۳۹۴ که موضوع آن ترور شخصیت‌های نظام، محافظان و ترور دانشمندان هسته‌ای ایران می‌باشد.